# هواوي آي دي إي أو أس U8150
هواوي آي دي إي أو أس U8150 (بالإنجليزية: Huawei IDEOS U8150)‏ هو هاتف ذكي من هواوي يعمل بنظام أندرويد، تم طرحه في الأسواق في سبتمبر 2010.

## الخصائص
- نظام التشغيل: أندرويد
- الكاميرا الخلفية: 16 ميجابكسل
- الوزن: 0.1021 كـغ (0.225 رطل)
- المعالج: 528 ميجا هرتز
- الذاكرة: 256 ميجابايت